# هايديماري فوينتيس
هايديماري فوينتيس (بالإنجليزية: Heidemarie Fuentes)‏ هي منتجة أفلام وممثلة أمريكية، (ولدت في ألمانيا القرن 20  م).

## وصلات خارجية
- هايديماري فوينتيس على موقع IMDb (الإنجليزية)
- هايديماري فوينتيس على موقع أول موفي (الإنجليزية)
- هايديماري فوينتيس على موقع قاعدة بيانات الفيلم (الإنجليزية)